# Стојанка Раденовић Петковић
Стојанка Раденовић Петковић (Ниш, 3. октобар 1941 — Торонто, 14. јул 2019) била је српски књижевник и преводилац. Писала је на српском и енглеском језику, а преводила са српског, енглеског и немачког језика.

## Биографија

### Образовање и стваралачки рад
Стојанка Раденовић Петковић је рођена у Нишу, где је завршила основну школу и Гимназију „Стеван Сремац”. Дипломирала је енглески језик и књижевност на Филолошком факултету у Београду 1964. године, а магистрирала социологију рада на Факултету политичких наука на тему „Услови рада југословенских радника у европским земљама са којима Југославија има закључене споразуме о запошљавању” 1978. Од средине 1960-их до 1994. године радила је као тумач за енглески језик за Робне куће Београд, затим као преводилац и саветник у Савезном бироу за послове заспошљавања и у Савезном министарству за рад и као саветник за школство у Савезном министарству за просвету. У Канаду се одселила 1994. године.
Писањем се бавила од најмлађих дана. Пионирске радове објавила је у „Нишким новинама” и приштинским „Стремљењима”. Њени радови се могу наћи у многим зборницима, антологијама и часописима у Србији, Црној Гори и расејању. Песме су јој преведене на руски, шведски, арапски и француски језик. Збирке „Језик у језику”, „Виртуелна стварност”, „Перформанс 2” и „Речено, прећутано” су, осим на српском, писане (не превођене) и на енглеском језику.
Свој први роман „Хероји из сенке”, посвећен балканским мајкама, сестрама и женама, по сопственој је жељи промовисала у читаоници Народне библиотеке „Стеван Сремац” у родном граду Нишу октобра 2014. године. Том приликом читани су дијалози из ове књиге на изворном дијалекту у присуству бројних посетилаца, којима је потом ауторка поклањала примерке свог дела са посветом.
Удружење књижевника Србије јој је 2017. доделило Повељу за животно дело.

### Друштвени рад
Стојанка Раденовић Петковић се, одмах након пресељења у Канаду, ангажовала у Српској националној академији у Торонту на пословима пружања стручне помоћи координације за људе који су се у нову земљу доселили из тада ратом захваћених подручја у бившој Југославији.
У Српско-канадском удружењу писаца „Десанка Максимовић”, где је била секретар, спроводила је акције за очување српског језика и писма. Подржавала је разноврсне манифестације и друга културна дешавања српских удружења у Канади и активно учестовала у њима. Апеловала је на младе људе из Србије да живот на Западу не схватају олако и да добро размисле пре него што напусте своју отаџбину.
Увршћена је у „Биографски лексикон Српски писци у расејању 1914–2014” уреднице Милене Милановић и постхумно у „Енциклопедију националне дијаспоре” уредника Ивана Калаузовића Ивануса.
Била је члан Удружења књижевника Србије, Књижевног друштва просветних радника Србије и Српско-канадског удружења писаца „Десанка Максимовић” из Торонта.
Преминула је 2019. у својој 78. години. Сахрањена је у родном Нишу.

### Поезија
- Песмарица (Дечје новине, Горњи Милановац, 1991)
- Примењена лирика (Дечје новине, Горњи Милановац, 1993)
- Разговори (Дечје новине, Горњи Милановац, 1994)
- Ратна географија (Доситеј, Горњи Милановац, 1997)
- Језик у језику – двојезично: на српском и енглеском (Доситеј, Горњи Милановац, 2002)
- Виртуална стварност – двојезично: на српском и енглеском (Доситеј, Горњи Милановац, 2006)
- Перформанс – поетске белешке са пута по српским земљама 2007 (Ђуро Салај, Београд, 2008)
- Изабране песме (Партенон, Београд 2011)
- Гласови, речи, слова... (Ђуро Салај и Књижевно друштво просветних радника Србије, Београд, 2011)[11]
- Перформанс 2 – о путу по свету – двојезично: на српском и енглеском (Партенон, Београд, 2013)
- Казалице и друге песме (Ђуро Салај, Београд, 2013)
- Речено, прећутано – поетске белешке о свакодневици – двојезично: на српском и енглеском (Партенон, Београд, 2016)
- Песме ненаписане (Удружење књижевника Србије, Београд и Српско-канадско удружење писаца „Десанка Максимовић”, Торонто, 2017)

### Проза
- Приче из даљине, кратка проза (Ђуро Салај, Београд, 2010)
- Хероји из сенке – жене у ратовима на Балкану, роман (Партенон, Београд, 2014)
- И после рата рат, роман (Удружење књижевника Србије, Београд и Српско-канадско удружење писаца „Десанка Максимовић”, Торонто, 2018)
- Кад глас утихне вековаће дело – подсетник за ненаписана дела Стојанке Раденовић Петковић – двојезично: на српском и енглеском (Књижевно друштво просветних радника Србије, Београд, 2019)

### Књиге за децу
- Споменар – песме за Николу (Ђуро Салај, Београд, 2010)
- Споменар 2 – порастао је Николa (Ђуро Салај, Београд, 2013)
- Споменар 3 – Никола упознаје свет (Књижевно друштво просветних радника Србије, Београд, 2015)

## Награде и признања
- Награда „Растко Петковић” Матице исељеника Србије за збирку песама „Ратна географија” (1998)
- Признање за најбољу збирку песама написану на српском језику у расејању „Ратна географија” на Сабору књижевних стваралаца из дијаспоре Србије (1998)
- Награда Академије „Иво Андрић” за збирку песама „Виртуална стварност” (2007)
- Признање покрајине Онтарио за волонтерски рад
- Повеља за животно дело Удружења књижевника Србије (2017)